# Вазнесењски манастир у Москви
Манастир Вазнесења Господњег је био женски манастир који се налазио у Московском Кремљу у Русији. У овом манастиру сахрањене су многе принцезе, царице и друге племените даме руске царске породице.
Сматра се да је манастир основан 1389. године, у време Дмитрија Донског. Током своје историје, храм је неколико пута доживео катастрофе. Тако је средином 15. века манастир спаљен, да би га 1467. године обновила и обновила кнегиња Марија Јарославна, супруга Василија II Московског.
Шеснаест година касније, манастир је поново оштећен у пожару, а затим обновљен током 1518-1519 од стране Алојзија Новог. Ова црква је у потпуности изграђена 1587-1588, када је дозидано пет нових купола. Међу сахрањенима у катедрали биле су Софија Витовтовна (супруга Василија I), Софија Палеолошка (супруга Ивана III), неколико жена Ивана Грозног, велика кнегиња Евдоксија Алксевина (ћерка Алексеја Михајловича) и царица Марија Владимировна (царица Романов). 
Године 1721. манастир је обновио Петар Велики. Године 1737. зграда је оштећена у пожару и обновљена по налогу царице Ане Ивановне. Током француске инвазије на Русију 1812. године, једна од највећих реликвија цркве, икона Богородице Одигитрије, пренета је у Вологду. Током 19. века уз ову цркву подигнута је нова црква посвећена Светој Катарини.
Током Октобарске револуције, многе старе зграде у Московском Кремљу су оштећене. Манастир Вазнесење није поштеђен, срушивши велики део његових зидова и купола. Након што су бољшевици преузели власт, црква је 1918. затворена и монахиње су биле принуђене да напусте манастир. Два месеца након затварања, Комисија за конфискацију црквених вредности и драгоцености наложила је да се драгоцена икона пренесе у Државни историјски музеј. У априлу 1929. године, на иницијативу шефа Кремља Петерсона, владина комисија је одлучила да сруши манастир, заједно са Чудовским манастиром, како би се отворио простор за изградњу војне школе Централног извршног комитета.
Да би се сачувале старе иконе и иконостаси (који су били уништени), многе од њих су премештене у цркву Светих Апостола. Ова црква је била мања од Вазнесенске цркве, па се у њој није могао сачувати цео иконостас. Због тога су многе иконе биле смештене у музеју.
Деведесетих година прошлог века почео је рад на проучавању гробница великих војвоткиња и краљица. Успели су пронаћи мошти монаха Ефросинија Московског и рестаурирати скулптурални портрет Софије Палеолог из лобање.
2004. године вршена су истраживања сахрањивања у подземној комори код Архангелске катедрале. Даље проучавање материјала одвијало се у лабораторијским просторијама.
Председник Владимир Путин је 2014. године предложио да се обнови историјски изглед Московског Кремља и рестаурирају манастири Чудов и Вазнесење . О предлогу се разговарало на састанку са градоначелником Москве Сергејем Собјањином, замеником директора Музеја Московског Кремља, специјалистом за древну руску архитектуру Андрејем Баталовим, ректором Московског архитектонског института Дмитријем Швидковским и командантом Московског Кремља Сергејем Дмитријевичем Хлебњиковим. Учесници су изразили одобравање идеје о обнови манастира и сагласили се са потребом темељног и свеобухватног проучавања овог пројекта. Експерти Унеска су упозорили на подизање манастира на територији Кремља.